# Kanton Villeparisis
Kanton Villeparisis is een kanton van het Franse departement Seine-et-Marne. Het kanton maakt deel uit van de arrondissementen Meaux en Torcy. Het heeft een oppervlakte van 39.43 km² en telt 54 112 inwoners in 2017, dat is een dichtheid van 1372 inwoners/km².
Het werd opgericht bij decreet van 18 februari 2014 met uitwerking in maart 2015.

## Gemeenten
Het kanton Villeparisis omvat de volgende 6 gemeenten:
- Brou-sur-Chantereine
- Courtry
- Le Pin
- Vaires-sur-Marne
- Villeparisis
- Villevaudé